# Оркестр Смирнова

## Оркестр баянистов и аккордеонистов им. П. Смирнова
Создатель оркестра — заслуженный артист России Павел Иванович Смирнов.
Художественный руководитель — сын Павла Ивановича, народный артист России Смирнов Юрий Павлович.
Главный дирижёр — сын Павла Ивановича, заслуженный артист России Смирнов Владимир Павлович.

## История
Оркестр был создан Павлом Смирновым в 1943 году в блокадном Ленинграде. Первый состав оркестра был набран из ребят, оставшихся в городе на оборонных работах в 12 ремесленном училище при заводе им. В. И. Ленина. Первые записи оркестра на радио были сделаны через год после его создания.
Учениками П. И. Смирнова были известные музыканты: народные артисты России, лауреаты государственных премий Владимир Федосеев, Анатолий Беляев, Лев Андронов, Фред Ярви и другие.
В состав оркестра кроме баянов и аккордеонов входят ударные и электронные инструменты, а также арфа.
Оркестр посетил с гастролями более 40 стран мира. Сольные концерты оркестра проходят в самых крупных концертных залах мира:
- Олимпия
- Гевандхаус
- Веронская оперная арена
- Фридрихштадтпаласт
- Римский театр
- Кремлёвский дворец съездов
- Колонный зал Дома Союзов
- Большой зал филармонии им. Д. Шостаковича
- БКЗ «Октябрьский»

Оркестр трижды принимал участие в культурных программах Олимпийских Игр:
- ХХ Олимпийские Игры, Мюнхен, в 1972 году
- XXI Олимпийские Игры, Монреаль, в 1976 году
- XXII Олимпийские Игры, Москва, в 1980 году

## Диски
Оркестр записал 4 диска в 1992, 1994, 2000 и 2005 годах. Кроме того, запись оркестра вошла в сборник 2006 года «Русский Револьвер» (The Beatles).

## Репертуар
Руководители и дирижёры коллектива оркестровали и аранжировали для оркестра произведения различных форм и жанров, от классики до джаза, рок-н-ролла и даже рока, а также народную и современную эстрадную музыку.

## Награды
- 1980 — премия Ленинского комсомола
- 1997 — премия Федерации профсоюзов России
- 1990 — указом Совета министров РСФСР оркестру присвоено имя его создателя — Павла Ивановича Смирнова
- 2003 — Смирнову Ю. П. и Смирнову В. П. присуждена премия Правительства Санкт-Петербурга в области литературы, искусства и архитектуры за концертные программы «Моя Россия»
- 2010 — оркестр занесён в Золотую Книгу Санкт-Петербурга

Кроме того, оркестр является лауреатом многих международных и всероссийских конкурсов.

## Солисты
С оркестром в разное время работали в качестве солистов многие известные певцы, музыканты и композиторы. Среди них:
| - Николай Кравцов (аккордеон) - Галина Сорочан (композитор) - Людмила Сенчина (вокал) - Александр Якушев (электроскрипка) - Виталий Псарев (вокал) - Светлана Волкова (вокал) | - Александр Бармин (художественный свист) - Ирина Богачёва (вокал) - Александр Дмитриев (баян) - Виталий Дмитриев (баян) - Кирилл Кравцов (виолончель) - Олег Чиняков (гитара) | - Олег Шаров (баян) - Ирина Шмидт (фортепиано) - Илья Якушев (фортепиано) - Евгений Акимов (вокал) - Виктор Лебедев (композитор) |

## Оркестр сейчас
За годы деятельности ансамбль вырос в большой оркестр. Среди преподавателей оркестра работают также внуки основателя оркестра — Ярослав Юрьевич и Антон Владимирович Смирновы.